# AIK Fotbolls säsong 2008
AIK spelade säsongen 2008 i den högsta nationella serien Allsvenskan som innehöll 16 lag, vilket gav 30 omgångar. Det blev dock inget spel i någon europeisk cup som föregående säsong, utan det enda cupspelet blev i Svenska cupen.

## Försäsongen
AIK hade planerat in 10 träningsmatcher per den 4 februari 2008, vilket var två fler än säsongen 2007. Två av matcherna som var planerade spelades på bortaplan och sju hemma på Skytteholms IP. En av de planerade matcherna spelades i Portugal under AIK:s träningsläger där, mot Djurgårdens IF. Matchen mot DIF TV-sändes via klubbarnas webb-TV för 05 kronor. Upplägget är så att i matcherna som spelas på onsdagar deltar även juniorspelare samt spelare från Väsby United. Utöver de planerade matcherna tillkom en match mot ett portugisiskt lag i Portugal den 13 mars.
Den första matchen spelades på bortaplan mot Valsta Syrianska IK onsdagen den 6 februari, där AIK förlorade med 2-1. Under matchen använde AIK hela 24 spelare. Lucas Valdemarín gjorde säsongens första mål för AIK:s del när han gjorde 1-0 i den 38:e matchminuten. Valsta kunde dock göra 1-1 tre minuter senare och 2-1 i den 45:e matchminuten. Följande match spelades hemma på Skytteholms IP den 9 februari mot IFK Mariehamn inför hela 4 162 personer. Matchen slutade 1-1 och AIK:s mål gjordes av nyförvärvet Jorge Anchén i den 71:a matchminuten.
Följande match var en onsdagsmatch, vilket alltså innebär att många spelare från Väsby United och juniorlaget spelade matchen. Matchen spelades mot Vasalunds IF och vanns av AIK med 5-1, vilket innebar AIK:s första vinst under försäsongen 2008. I matchen deltog 19 spelare, varav 8 var från Väsby United och 1 från AIK:s juniorlag. Två av AIK:s fem mål gjordes av Väsby United-spelare. Följande match spelades mot IF Brommapojkarna och slutade 2-1 till BP efter att AIK haft ledningen med 1-0 efter första halvlek. Men på cirka fem minuter gjorde BP två mål och vann därmed matchen.
Matchen därefter spelades mot IK Sirius onsdagen den 20 februari inför den lägsta publiksiffran för säsongen på Skytteholm, 812 åskådare. AIK vann matchen med 3-0 efter 2-0 i halvtid. AIK spelade sedan 0-0 mot det finska laget TPS Åbo inför 2 439 åskådare på Skytteholm och efter det 0-1 mot Enköpings SK Den sista matchen på Skytteholm spelades mot GIF Sundsvall, som AIK vann med 1-0. Laget åkte därefter ned på ett miniläger i Halmstad som avslutades med en träningsmatch mot Halmstads BK, som AIK förlorade med 3-0. Nästa match spelades mot ett portugisiskt lag under träningslägret i Portugal. Matchen vann AIK med 2-1. AIK spelade sedan sitt genrep mot lokalrivalen Djurgårdens IF som också spelades i Portugal. AIK Media och Djurgårdens motsvarighet sände matchen via webb-TV. AIK vann genrepet med 2-0.

## Tävlingar
AIK kom femma i Allsvenskan den föregående säsongen, vilket inte kvalificerade AIK för något spel i Europa (en fjärdeplats skulle ha gett en Intertoto-plats). Däremot stannade klubben kvar i den högsta serien Allsvenskan och fick därmed spela i Svenska cupen samt i just Allsvenskan. Detta gav minst 31 tävlingsmatcher denna säsong (30 i Allsvenskan, minst 1 i Svenska Cupen). Föregående säsong spelade AIK 34 tävlingsmatcher (26 i Allsvenskan, 2 i Svenska Cupen och 6 i UEFA-cupen).

### Allsvenskan
Se även: Fotbollsallsvenskan 2008
Det är 2008 tio år sedan AIK sist vann Allsvenskan (1998) och klubbens mål var att vinna serien, vilket det vanligtvis brukar vara. AIK spelade 30 matcher i Allsvenskan, varav 15 hemma på Råsundastadion och 15 borta. Två av dessa bortamatcher är derbyn som spelas mot Djurgården och Hammarby på Råsundastadion.

### Svenska cupen
AIK gick i och med sin allsvenska plats in i den andra omgången av Svenska cupen.

## Tabeller

### Försäsongstabell
Tabellen inkluderar endast lagen som spelar i Fotbollsallsvenskan 2008. Antalet spelade matcher kan variera och lagen spelar inte bara mot varandra, utan även mot andra lag som inte deltar i Allsvenskan. Tabellen är per den 19 mars 2008.
| Pos. | Klubb           | S  | V | O | F | GM | IM | MS | P  |
| ---- | --------------- | -- | - | - | - | -- | -- | -- | -- |
| 1    | Hammarby IF     | 10 | 8 | 0 | 2 | 26 | 6  | 20 | 24 |
| 2    | GAIS            | 10 | 6 | 2 | 2 | 17 | 8  | 9  | 20 |
| 3    | Kalmar FF       | 9  | 6 | 1 | 2 | 16 | 9  | 7  | 19 |
| 4    | Ljungskile SK   | 8  | 6 | 0 | 2 | 18 | 7  | 11 | 18 |
| 5    | IFK Göteborg    | 9  | 5 | 2 | 2 | 19 | 13 | 6  | 17 |
| 6    | AIK             | 11 | 5 | 2 | 4 | 16 | 11 | 5  | 17 |
| 7    | IF Elfsborg     | 9  | 5 | 2 | 2 | 13 | 8  | 5  | 17 |
| 8    | Trelleborgs FF  | 11 | 4 | 5 | 2 | 10 | 9  | 1  | 17 |
| 9    | Djurgårdens IF  | 9  | 5 | 1 | 3 | 15 | 13 | 2  | 16 |
| 10   | GIF Sundsvall   | 11 | 4 | 3 | 4 | 21 | 10 | 11 | 15 |
| 11   | Malmö FF        | 8  | 4 | 2 | 2 | 25 | 9  | 16 | 14 |
| 12   | Gefle IF        | 9  | 4 | 2 | 3 | 17 | 15 | 2  | 14 |
| 13   | Halmstads BK    | 10 | 3 | 4 | 3 | 11 | 10 | 1  | 13 |
| 14   | IFK Norrköping  | 9  | 4 | 0 | 5 | 9  | 11 | -2 | 12 |
| 15   | Örebro SK       | 9  | 2 | 4 | 3 | 10 | 10 | 0  | 10 |
| 16   | Helsingborgs IF | 8  | 3 | 1 | 4 | 13 | 14 | -1 | 10 |

Pos = Position; S = Spelade matcher; V = Vunna matcher; O = Oavgjorda matcher; F = Förlorade matcher;
GM = Gjorda mål; IM = Insläppta mål; MS = Målskillnad

### Allsvensk serietabell
16 lag deltog i Allsvenskan 2008. Det laget som placerade sig först vann SM-guld och gick till kvalomgång 1 i UEFA Champions League. De två lagen som placerade sig sist åkde ner till Superettan och det lag som placerar sig på en 14:e plats gick till kvalspel. Tabell finns på Svenska Fotbollförbundets hemsida. AIK är markerade med egen färg.
| Pos | Klubb           | S  | V  | O  | F  | GM | IM | MS  | P  |
| --- | --------------- | -- | -- | -- | -- | -- | -- | --- | -- |
| 1   | Kalmar FF       | 30 | 20 | 4  | 6  | 70 | 33 | 38  | 64 |
| 2   | IF Elfsborg     | 30 | 19 | 6  | 5  | 49 | 18 | 31  | 63 |
| 3   | IFK Göteborg    | 30 | 15 | 9  | 6  | 50 | 26 | 24  | 54 |
| 4   | Helsingborgs IF | 30 | 16 | 6  | 8  | 54 | 41 | 13  | 54 |
| 5   | AIK             | 30 | 12 | 9  | 9  | 36 | 32 | 4   | 45 |
| 6   | Malmö FF        | 30 | 12 | 8  | 10 | 51 | 46 | 5   | 44 |
| 7   | Örebro SK       | 30 | 11 | 9  | 10 | 36 | 39 | -3  | 42 |
| 8   | Halmstads BK    | 30 | 11 | 8  | 11 | 41 | 38 | 3   | 41 |
| 9   | Hammarby IF     | 30 | 11 | 8  | 11 | 44 | 51 | -7  | 41 |
| 10  | Trelleborgs FF  | 30 | 9  | 13 | 8  | 33 | 31 | 2   | 40 |
| 11  | GAIS            | 30 | 9  | 11 | 10 | 30 | 36 | -6  | 38 |
| 12  | Djurgårdens IF  | 30 | 9  | 9  | 12 | 30 | 41 | -11 | 36 |
| 13  | Gefle IF        | 30 | 7  | 7  | 16 | 33 | 42 | -9  | 28 |
| 14  | Ljungskile SK   | 30 | 6  | 6  | 18 | 23 | 52 | -29 | 24 |
| 15  | GIF Sundsvall   | 30 | 5  | 7  | 18 | 26 | 54 | -28 | 22 |
| 16  | IFK Norrköping  | 30 | 4  | 8  | 18 | 31 | 58 | -27 | 20 |

Pos = Position; S = Spelade matcher; V = Vunna matcher; O = Oavgjorda matcher; F = Förlorade matcher;
GM = Gjorda mål; IM = Insläppta mål; MS = Målskillnad

## Matcher
Det fanns 40 matcher schemalagda per den 4 februari 2008 och det är dessa som återfinns här. AIK:s gjorda mål står alltid först, oavsett hemma- eller bortamatch.
| Datum             | Spelplats                            | Motståndare         | Resultat | Match | Matchrapport |
| ----------------- | ------------------------------------ | ------------------- | -------- | ----- | ------------ |
| 6 februari 2008   | Midgårdsvallen, Märsta, Sverige      | Valsta Syrianska IK | 1 – 2    | T     | AIK.se       |
| 9 februari 2008   | Skytteholms IP, Solna, Sverige       | IFK Mariehamn       | 1 – 1    | T     | AIK.se       |
| 13 februari 2008  | Skytteholms IP, Solna, Sverige       | Vasalunds IF        | 5 – 1    | T     | AIK.se       |
| 16 februari 2008  | Skytteholms IP, Solna, Sverige       | IF Brommapojkarna   | 1 – 2    | T     | AIK.se       |
| 20 februari 2008  | Skytteholms IP, Solna, Sverige       | IK Sirius           | 3 – 0    | T     | AIK.se       |
| 23 februari 2008  | Skytteholms IP, Solna, Sverige       | TPS Åbo             | 0 – 0    | T     | AIK.se       |
| 27 februari 2008  | Skytteholms IP, Solna, Sverige       | Enköpings SK        | 0 – 1    | T     | AIK.se       |
| 1 mars 2008       | Skytteholms IP, Solna, Sverige       | GIF Sundsvall       | 1 – 0    | T     | AIK.se       |
| 9 mars 2008       | Sannarps IP, Halmstad, Sverige       | Halmstads BK        | 0 – 3    | T     | AIK.se       |
| 13 mars 2008      | Portugal                             | GD Tourizense       | 2 – 1    | T     | AIK.se       |
| 19 mars 2008      | Portugal                             | Djurgårdens IF      | 2 – 0    | T     | AIK.se       |
| 30 mars 2008      | Råsundastadion, Solna, Sverige       | Kalmar FF           | 0 – 0    | A     |              |
| 7 april 2008      | Borås Arena, Borås, Sverige          | IF Elfsborg         | 0 – 3    | A     |              |
| 10 april 2008     | Råsundastadion, Solna, Sverige       | GIF Sundsvall       | 1 – 0    | A     |              |
| 14 april 2008     | Råsundastadion, Solna, Sverige       | Hammarby IF         | 1 – 1    | A     |              |
| 18 april 2008     | Råsundastadion, Solna, Sverige       | Trelleborgs FF      | 1 – 0    | A     |              |
| 21 april 2008     | Nya Ullevi, Göteborg, Sverige        | IFK Göteborg        | 0 – 2    | A     |              |
| 24 april 2008     | Råsundastadion, Solna, Sverige       | Djurgårdens IF      | 1 – 1    | A     |              |
| 27 april 2008     | Strömvallen, Gävle, Sverige          | Gefle IF            | 1 – 0    | A     |              |
| 5 maj 2008        | Råsundastadion, Solna, Sverige       | Halmstads BK        | 1 – 0    | A     |              |
| 8 maj 2008        | Idrottsparken, Norrköping, Sverige   | IFK Norrköping      | 2 – 1    | A     |              |
| 11 maj 2008       | Råsundastadion, Solna, Sverige       | Malmö FF            | 2 – 0    | A     |              |
| 3 juli 2008       | Behrn Arena, Örebro, Sverige         | Örebro SK           | 4 – 1    | A     |              |
| 6 juli 2008       | Råsundastadion, Solna, Sverige       | GAIS                | 2 – 2    | A     |              |
| 15 juli 2008      | Olympia, Helsingborg, Sverige        | Helsingborgs IF     | 1 – 2    | A     |              |
| 21 juli 2008      | Starke Arvid, Ljungskile, Sverige    | Ljungskile SK       | 1 – 2    | A     |              |
| 28 juli 2008      | Råsundastadion, Solna, Sverige       | Ljungskile SK       | 1 – 0    | A     |              |
| 4 augusti 2008    | Fredriksskans IP, Kalmar, Sverige    | Kalmar FF           | 2 – 3    | A     |              |
| 10 augusti 2008   | Råsundastadion, Solna, Sverige       | IF Elfsborg         | 0 – 2    | A     |              |
| 14 augusti 2008   | Norrporten Arena, Sundsvall, Sverige | GIF Sundsvall       | 1 – 1    | A     |              |
| 25 augusti 2008   | Råsundastadion, Solna, Sverige       | Hammarby IF         | 2 – 2    | A     |              |
| 30 augusti 2008   | Vångavallen, Trelleborg, Sverige     | Trelleborgs FF      | 0 – 2    | A     |              |
| 13 september 2008 | Råsundastadion, Solna, Sverige       | IFK Göteborg        | 0 – 0    | A     |              |
| 24 september 2008 | Råsundastadion, Solna, Sverige       | Djurgårdens IF      | 1 – 1    | A     |              |
| 28 september 2008 | Strömvallen, Gävle, Sverige          | Gefle IF            | 1 – 1    | A     |              |
| 5 oktober 2008    | Örjans Vall, Halmstad, Sverige       | Halmstads BK        | 1 – 2    | A     |              |
| 18 oktober 2008   | Råsundastadion, Solna, Sverige       | IFK Norrköping      | 2 – 0    | A     |              |
| 22 oktober 2008   | Malmö Stadion, Malmö, Sverige        | Malmö FF            | 0 – 1    | A     |              |
| 27 oktober 2008   | Råsundastadion, Solna, Sverige       | Örebro SK           | 2 – 1    | A     |              |
| 2 november 2008   | Råsundastadion, Solna, Sverige       | Helsingborgs IF     | 3 – 0    | A     |              |
| 9 november 2008   | Nya Ullevi, Göteborg, Sverige        | GAIS                | 2 – 0    | A     |              |

Förklaringar:
- A = Allsvenskan
- T = Träningsmatch

## Intern skytteliga 2008
Avser allsvenskan (enligt den 15 augusti 2008, efter omgång 18):
- Mauro Ivan Obolo 5
- Daniel Mendes 4
- Miran Burgic 3
- Jorge Anchén 2
- Saihou Jagne 2
- Dulee Johnson 1
- Khari Stephenson 1
- Kenny Pavey 1
- Lucas Valdemarin 1
- Jorge Ortíz 1 (på straff)

Målstatistik:
- Mål totalt: 21
- Spelmål: 20
- Straffmål: 1
- Självmål: 0

OBS: Med "självmål" menas att motståndarlaget gjort självmål.
Källa: Svenskfotboll.se

## Spelartrupp 2008
Spelartruppen aktuell per den 11 januari 2008.
| Nr | Land      | Pos | Namn                       |
| -- | --------- | --- | -------------------------- |
| 1  | Sverige   | MV  | Daniel Örlund              |
| 2  | Sverige   | F   | Patrik Karlsson            |
| 3  | Sverige   | F   | Per Karlsson               |
| 4  | Sverige   | F   | Nils-Eric Johansson        |
| 6  | Sverige   | F   | Walid Atta                 |
| 7  | Sverige   | MF  | Bojan Djordjic             |
| 8  | Sverige   | MF  | Daniel Tjernström (Kapten) |
| 9  | Slovenien | A   | Miran Burgic               |
| 10 | Argentina | A   | Mauro Ivan Obolo           |
| 11 | Argentina | A   | Lucas Valdemarín           |
| 13 | Sverige   | F   | Daniel Arnefjord           |

| Nr | Land      | Pos | Namn             |
| -- | --------- | --- | ---------------- |
| 14 | England   | MF  | Kenny Pavey      |
| 16 | Sverige   | MF  | Pierre Bengtsson |
| 17 | Gambia    | A   | Saihou Jagne     |
| 18 | Sverige   | F   | Markus Jonsson   |
| 19 | Uruguay   | F   | Jorge Anchén     |
| 20 | Jamaica   | MF  | Khari Stephenson |
| 22 | Sverige   | MV  | Niklas Bergh     |
| 23 | Sverige   | MF  | Mats Rubarth     |
| 26 | Brasilien | A   | Daniel Mendes    |
| 29 | Sverige   | MF  | Gabriel Özkan    |
| 30 | Liberia   | MF  | Dulee Johnson    |
|    | Argentina | MF  | Jorge Ortíz      |

- AIK:s supportrar tilldelades nummer 12 (som syftar på "den tolfte spelaren") år 2006 och innehar även det numret säsongen 2008.

### Förändringar inför säsongen 2008
De två värvningar som fick mest medial uppmärksamhet under året var de av Jorge Anchén från Uruguay samt Bojan Djordjic, en före detta BP-spelare, som kom från Plymouth Argyle FC som spelar i England. Utöver detta köptes två nya tränare in samt Walid Atta och Saihou Jagne från Väsby United och Per Karlsson, som är tillbaka efter lån. Till detta kan läggas Emil Berger, född 1991, som köptes från Degerfors och som gick in i Väsby United.
AIK:s två norrmän Bernt Hulsker och Per Verner Vågan Rönning gick till norska klubbar. Nicklas Carlsson fick tidigt veta att han inte fick förnyat kontrakt med AIK och gick efter säsongen till IFK Göteborg på fri transfer.
In
|  | Sverige   | F  | Walid Atta (från Väsby United)                                  |
|  | Sverige   | A  | Saihou Jagne (från Väsby United)                                |
|  | Sverige   | A  | Bojan Djordjic (från Plymouth Argyle FC, England, fri transfer) |
|  | Uruguay   | F  | Jorge Anchén (från Club Atlético Bella Vista, Uruguay)          |
|  | Sverige   | F  | Per Karlsson (från Åtvidaberg, tillbaka efter lån)              |
|  | Argentina | MF | Jorge Ortíz (från San Lorenzo, Argentina)                       |

- Lee Baxter, målvaktstränare
- Thomas Lagerlöf, assisterande tränare

In (till Väsby)
Följande spelare har AIK köpt, men som spelade säsongen i Väsby United.
|  | Sverige | MF | Emil Berger (från Degerfors IF)   |
|  | Sverige | MF | Brwa Nouri (från Väsby United)    |
|  | Sverige | A  | Admir Catovic (från Väsby United) |

Ut
|  | Sverige   | F  | Nicklas Carlsson (till IFK Göteborg, fri transfer)   |
|  | Norge     | A  | Bernt Hulsker (till IK Start, Norge)                 |
|  | Sverige   | MV | Niklas Westberg (till Väsby United)                  |
|  | Argentina | MF | Pablo Monsalvo (klubb ej klart)                      |
|  | Sverige   | F  | Jimmy Tamandi (till FC Lyn, Norge, fri transfer)     |
|  | Norge     | F  | Per Verner Vågan Rönning (till FK Bodø/Glimt, Norge) |

Utlånade
|  | Sverige | A | Alexander Gerndt (till IK Sirius, utlånad) |

## Spelplatser
AIK spelade säsongen 2008 sina hemmamatcher på Råsundastadion, som tar 36 608 åskådare i teorin, men på grund av att vissa platser har skymd sikt och att andra spärras av på grund av säkerhetsskäl kan AIK få in cirka 34 500 - 35 000 åskådare per match. De träningsmatcher som spelades på hemmaplan spelades dock inte på Råsundastadion utan på Skytteholms IP. Skytteholm har cirka 3 000 sittplatser, men det finns plats att stå runt planen så att fler åskådare skall få plats.

## Publik
AIK har på 2000-talet haft mycket publik och också vunnit publikligan för Allsvenskan 5 gånger (2000, 2001, 2002, 2006, och 2007). 2006 hade AIK ett hemmasnitt på 21 434 per hemmamatch och 2007 hade AIK ett snitt på 20 465 åskådare per hemmamatch. Även under träningsmatcher har AIK på 2000-talet haft höga publiksiffror (bland annat kom det över 4 000 åskådare till en träningsmatch mot BP under 2007). 2008 såg också ut att bli ett bra publikår: AIK hade per den 1 februari sålt 7 285 årskort, vilket är cirka 400 fler än 2007 (då det såldes 11 565 årskort) och 800 fler än 2006 (då det såldes 10 238 årskort). I den första träningsmatchen för året kom 4 162 åskådare, vilket är cirka 600 fler än den första träningsmatchen 2007.

### Biljetter och årskort
Årskorten har gått att köpa sedan 1 december. Det finns ett antal olika typer av årskort som gäller på Råsundas olika läktare. De som fanns är:
- Årskort Bästa Plats, 4 200 kronor
- Årskort Östra övre läktaren, 3 200 kronor
- Årskort Östra nedre läktaren, 2 600 kronor
- Årskort Västra läktaren, 3 200 kronor
- Rullstolsårkort Östra nedre läktaren, 2 600 kronor
- Familjeårskort Södra övre läktaren, 990 kronor
- Familjeårskort Södre nedre/mellan läktaren, 990 kronor
- Årskort Norra mellan läktaren, 1 400 kronor
- Årskort Norre nedre läktaren, 1 400 kronor

Samtliga årskort inkluderar 13 av 15 allsvenska hemmamatcher (alla matcher förutom derbymatcherna mot Djurgårdens IF och Hammarby IF) samt den första eventuella hemmamatchen i Svenska cupen. I samtliga årskort förutom de två familjeårskorten inkluderas även de två derbyna. I årskortet till bästa plats inkluderas även matchprogram samt kaffe och kaka i paus. De två årskorten till den norra läktaren kostade 1090 kronor fram till julafton.
Biljettpriserna för AIK:s allsvenska matcher 2008 ligger på ungefär samma nivå som för 2007. Samtliga priser är per person om inte annat anges. Notera att AIK inte har den södra nedre- och mellan-läktaren vid derbymatcher och att det inte finns några familjebiljetter vid derbyn.
- Södra nedre/mellan
  - Ordinarie pris, 120 kronor
  - Ungdom & Pensionär, 80 kronor
  - Familj (minst en vuxen och ett barn, max två vuxna och tre barn), 200 kronor för hela familjen
- Södra övre
- Södra övre
  - Ordinarie pris, 150 kronor (250 kronor vid derby)
  - Familj (minst en vuxen och ett barn, max två vuxna och tre barn), 200 kronor för hela familjen
- Östra övre/Västra
  - Ordinarie pris, 220 kronor (500 kronor vid derby)
- Östra nedre
  - Ordinarie pris, 180 kronor (400 kronor vid derby)
- Norra nedre/mellan
  - Ordninarie pris, 120 kronor (210 kronor vid derby)
- Norra övre
  - Ordinarie pris, 150 kronor (250 kronor vid derby)

Skulle samtliga biljetter bli köpta och detta via direktinsläpp skulle AIK få cirka 5,6 miljoner kronor.

## Övriga händelser
- Den 27 mars 2008 öppnades den nya hemsidan för AIK Fotboll, aikfotboll.se.